# Bataille de Greenbrier River
Guerre de Sécession
Batailles
Campagne de Virginie-Occidentale
- Philippi
- Rich Mountain
- Corrick's Ford
- Kessler's Cross Lanes
- Carnifex Ferry
- Cheat Mountain
- Greenbrier River
- Camp Alleghany

La bataille de Greenbrier River, appelée aussi bataille du camp Bartow, s'est déroulée le 3 octobre 1861 dans le comté de Pocahontas, en Virginie (maintenant la Virginie-Occidentale) et fait partie des opérations de la campagne de Virginie-Occidentale pendant la guerre de Sécession.

## Contexte
À la mi-septembre 1861, les troupes confédérées établissent le camp Bartow dans la région de Cheat Mountain. Les confédérés, sous le commandement du général William B. Taliaferro, ont l'avantage de connaître la région mais leurs effectifs sont grandement réduits du fait des maladies. Taliaferro rapporte que la force de son armée a été réduite d'un tiers.

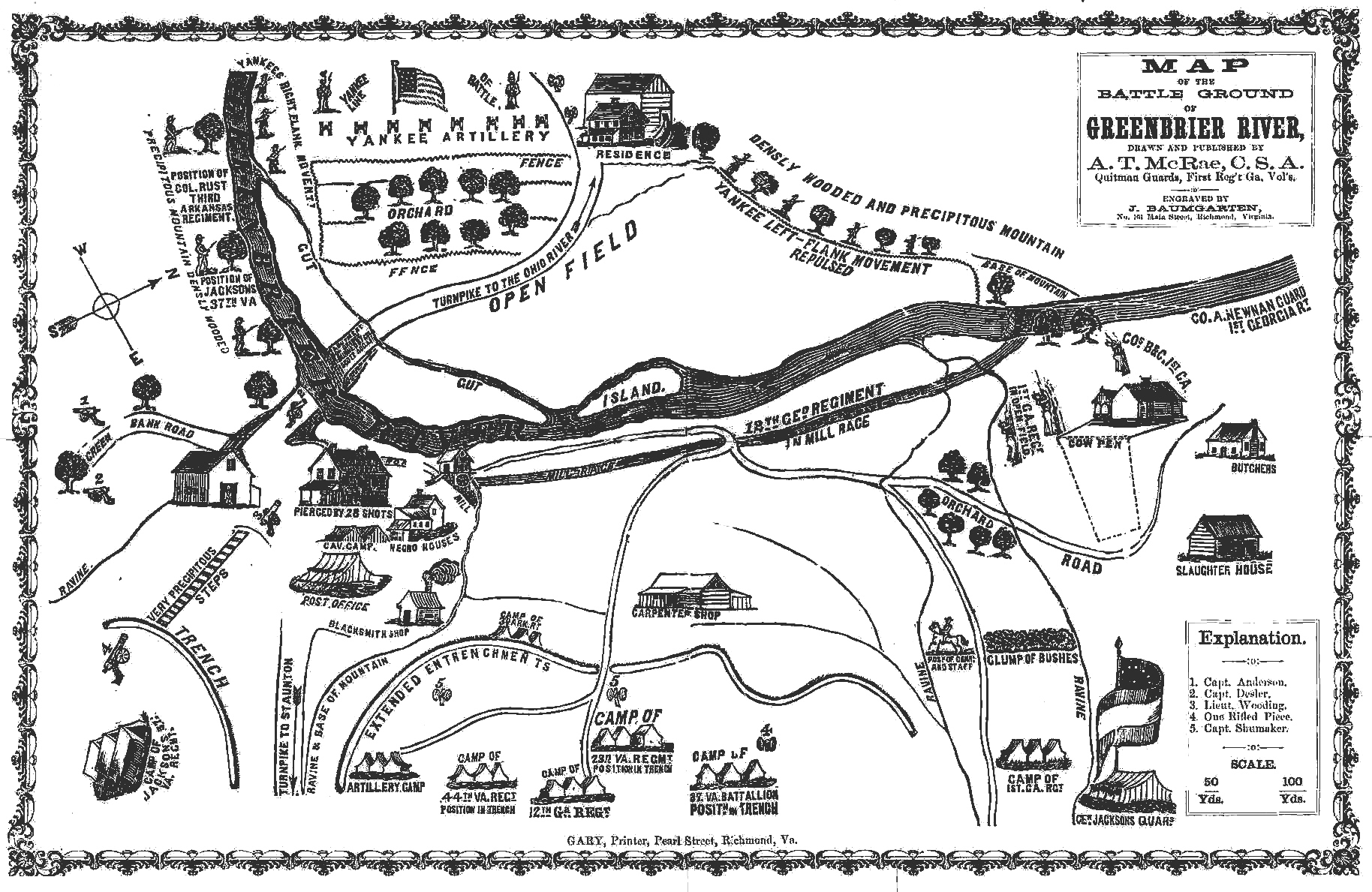
Carte de la bataille, dessinée par A.T. McRae ds gardes de Quitman, 1st Regiment Georgia Volunteers

Les forces de l'Union à Cheat Mountain et dans la vallée de Tygart sont contrôlées par le général Joseph J. Reynolds. Le moral de l'armée de Reynolds est renforcée par son succès face aux troupes du général William W. Loring qu'elle a repoussées. Reynolds croit qu'il peut défaire Taliaferro et nettoyer la montagne pour ouvrir une route rapide vers la Virginie. Pendant deux jours, il pleut sans discontinuer et en raison du froid les deux camps perdent des hommes.

## L'action
Les troupes de Reynold se mettent en marche à minuit le 2 octobre 1861 et entrent dans Greenbrier au lever du jour, à peu près 6,5 kilomètres du camp confédéré.
À 8 heures du matin, les soldats confédérés gardant le camp quittent leur poste et les soldats de l'Union entrent dans le camp sudiste. Dès qu'ils ouvrent le feu, les troupes confédérées ont des difficultés pour utiliser leurs armes et pendant qu'elles tentent de les résoudre, elles sont contraintes de sortie à découvert poussées par la puissance de feu des forces de l'Union.
Quand le colonel John B. Baldwin, qui commande le 52nd Virginia Infantry, entend les coups de feu, il quitte immédiatement et vient au secours des confédérés. Au moment où ils parviennent sur le lieu des combats, ils pensent qu'il est trop tard, mais lorsque l'armée de l'Union voit arriver plus d'hommes, elle continue de tirer et la bataille se poursuit pendant approximativement cinq heures de plus. Reynolds ordonne à ses troupes de retourner vers Cheat Mountain stoppant la bataille.

## Conséquences
Une fois la bataille terminée, les deux camps réalisent que les pertes sont peu élevées. Dans une tentative d'apparaître comme victorieux, les unionistes et les confédérés exagèrent les pertes ennemies et rapportent de leur côté une perte d'environ 300 hommes. Quand les calculs sont faits, les forces de l'Union déplorent 8 tués et 35 blessés. Les confédérés ont perdu 6 hommes, 33 blessés et 13 disparus. Le résultat de la bataille de Greenbrier River est indécis.

## Ordre de bataille
L'armée de Reynolds est composée des :
Infanterie :
- 24th Ohio Infantry ;
- 25th Ohio Infantry ;
- 32nd Ohio Infantry ;
- 7th Indiana Infantry ;
- 9th Indiana Infantry ;
- 13th Indiana Infantry ;
- 14th Indiana Infantry ;
- 15th Indiana Infantry ;
- 17th Indiana Infantry.

Artillerie :
- de la batterie G du 4th U. S. Artillery, commandée par le capitaine Howe ;
- de la Michigan Battery de Loomis ;
- de la batterie "A" West Virginia Light Artillery, commandé par le capitaine Philip Daum.

Cavalerie :
- des éléments de l'Ohio Cavalry de Robinson ;
- de la Pennsylvania Cavalry de Greenfield ;
- des Indiana Rangers de Brackens. 
Reynolds commande environ 5 000 hommes des différentes armes, l'infanterie, la cavalerie et l'artillerie.

L'armée de Jackson est composée de :
Infanterie :
Commandés par le colonel Edward Johnson
- 1st Georgia Infantry ;
- 12th Georgia Infantry ;
- 23rd Virginia Infantry ;
- 44th Virginia Infantry.

Commandés par le colonel William B. Taliaferro
- un bataillon du 25th Virginia Infantry;

Commandés par le colonel Albert Rust
- 3rd Arkansas Infantry ;
- 31st Virginia Infantry ;
- du bataillon du lieutenant-colonel Hansbrough.

Artillerie :
- les batteries d'Anderson et de Shumaker ;

Cavalerie :
- des éléments de la Churchville Cavalry commandés par le capitaine Sterrett. 
À près de 15,5 kilomètres plus loin le colonel John B. Baldwin est stationne avec le 52nd Virginia.